# شهرستان هوا
شهرستان هوا (به لاتین: Hua County) یک منطقهٔ مسکونی در چین است که در آنیانگ واقع شده‌است.